# 게둔 초에키 니마

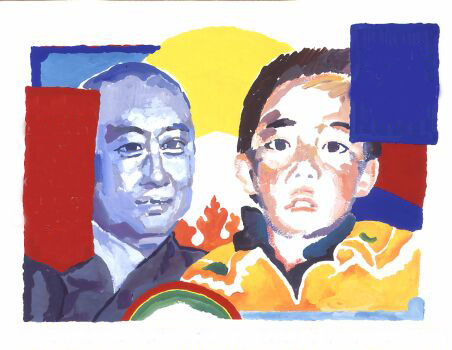
제10대 판첸 라마와 게둔 초에키 니마

게둔 초에키 니마(티베트어: དགེ་འདུན་ཆོས་ཀྱི་ཉི་མ, 1989년 4월 25일 ~ ? )는 티베트 불교의 제11대 판첸 라마로 티베트 자치구 자리현 출신이다. 1995년 5월에 제14대 달라이 라마에 의해 제11대 판첸 라마로 지명되었으나, 중국 정부에 의해 지명이 거부되었다. 중국 정부는 '신변 보호'를 이유로 게둔 니마를 잡아들였고, 현재까지 그 생사가 확인되지 않았다.

## 제11대 판첸 라마
제10대 판첸 라마는 임종을 앞두고 자신의 후계자는 전통에 의해 승계될 것이라는 유언을 남겼다. 그는 환생인일 가능성이 있는 티베트의 소년들을 하나하나 가려내어 심사하고 싶어했고, 부처의 앞에서 그의 진실성을 가려내고 싶다고 하였다.
1989년 제10대 판첸 라마가 세상을 떠나고, 당시 중국에 의해 통제되던 티베트 사회는 큰 혼란에 빠졌다. 차기 판첸 라마의 인식과 행동에 따라 티베트의 정치적, 사회적 분위기가 완전히 달라질 수 있었고, 티베트인들이 자신들의 지도자를 직접 옹립하고 싶어했던 반면 당시 중국 정부는 티베트를 확실하게 자신들의 통제 하에 두고 싶어 했기 때문이다.
중국 당국은 달라이 라마가 과연 누구를 지명할 지에 대해 관심이 컸기 때문에, 그와의 연락을 유지하기 위해 애썼다. 하지만 달라이 라마가 1995년 5월 14일에 게둔 초에키 니마를 제11대 판첸 라마로 지명하자, 중국 당국은 1995년 5월 17일에 게둔 니마를 반역죄로 체포하고 구금하였다. 이후 중국은 자신들의 통치 방식에 동의하는 인물을 판첸 라마에 옹립했다. 이와 같은 움직임은 티베트의 불교 종단들 사이에 친중국 인사들을 심어 티베트 불교 내에 불화를 키우려는 계획의 일부로 보인다.
중국 정부는 결국 달라이 라마가 지명한 게둔 니마를 판첸 라마 후보자 명단에서 삭제했고, 기알첸 노르부를 1995년 11월에 새로운 제11대 판첸 라마에 즉위시켰다. 하지만 기알첸 노르부는 대부분의 티베트인들에게 인정을 받지 못했고, 오직 중국에 의해서만 겨우 인정받고 있다.

## 구금 이후
현재까지 그의 생사는 알려진 바가 없다. 중국 관리들은 게둔 니마의 안전을 위해 그의 위치를 공개할 수 없다고 밝혔지만, 인권 단체들은 게둔 니마에게 '세상에서 가장 젊은 정치범'이라는 별명을 붙일 정도로 그의 안전과 생사 여부에 대해 불신하고 있다.
1998년 중국 정부의 발표에 따르면, 게둔 니마는 정상적인 생활을 영위하고 있다고 한다. 2007년 유엔 인권 위원회가 게둔 니마의 행방을 추궁하자, 중국은 '게둔 니마는 지극히 평범한 티베트 소년이며, 키는 약 165cm로 건강 상태가 우수하고 훌륭한 교육을 받고 있다. 그는 중국 문화에 큰 관심을 갖고 있으며 최근에는 서예에 흥미를 가졌다.'고 밝혔다. 또한 게둔 니마의 부모 형제들이 모두 실종되었다는 의혹은 모두 사실이 아니며, 그의 가족들은 모두 번듯한 직장에서 제대로 된 일을 하고 있다고 하였다.
2015년 중국 당국자들은 게둔 니마의 실종 20주년을 맞아, '게둔 니마는 정상적인 삶을 살고 있으며, 자신만의 삶을 방해받지 않기를 바라고 있다.'라고 발표했다. 2018년 달라이 라마는 그가 정상적인 삶을 살고 있음을 확인하였다고 주장했고, 중국이 세운 판첸 라마가 제대로 된 교육을 받았기를 바란다고 말했다. 게둔 니마는 2019년까지도 그가 공개적으로 대중 앞에 모습을 드러내지 않았다.
2020년 미국의 마이크 폼페이오 국무부 장관은 25년간 실종 상태인 판첸 라마 문제를 내세워 중국을 압박했다. 이에 대해 자오리젠 중국 외교부 대변인은 지난 1995년 달라이 라마가 판첸 라마의 환생자로 지명한 겐둔 치아키 니마와 관련해 “그는 어렸을 때 무상 교육을 받았고 대학 입학 시험을 통과했으며, 지금은 직업을 갖고 있다”고 말했다.